# Daniel Mallinus
Œuvres principales
- Myrtis

Daniel Mallinus est un écrivain belge francophone, né le 20 septembre 1939 à Bruxelles et mort le 7 février 1990 à Laeken. Il s'était signalé par un talent éclectique, auteur de romans policiers et fantastiques, il a été conférencier, photographe illustrant ses propres textes, et réalisateur de plusieurs guides touristiques. Il a obtenu le prix Jean Ray en 1973 pour le recueil de nouvelles Myrtis.
Il est inhumé au Cimetière de Bruxelles à Evere.

## Œuvres de Daniel Mallinus
- Myrtis et autres histoires de nuit et de peur, Marabout Fantastique no 433, 1973.
- « Un étranger viendra », in La Belgique fantastique avant et après Jean Ray, éd. Jean-Baptiste Baronian, Verviers, Marabout, 1975, p. 349-356.
- À la recherche de l'Italie étrusque, Verviers, 1975, collection Guide Marabout; ASIN: B0014MFBH0.
- Vienne, Artis-Historia, 1985.